# Лунъань (Аньян)
Лунъа́нь (кит. упр. 龙安, пиньинь Lóng'ān) — район городского подчинения городского округа Аньян провинции Хэнань (КНР).

## История
Исторически эти места входили в состав уезда Аньян. При империи Северная Чжоу в ходе кампании против мятежного генерала Юйчи Цзюна чэнсян Ян Гуань в 580 году сжёг Ечэн, после чего сюда были вынуждены перебраться власти уезда Есянь, округа Вэйцзюнь и области Сянчжоу. Город получил название Синьечэн (新邺城, «Новый Ечэн») и стал развиваться как политический, экономический и культурный центр региона.
В 1949 году урбанизированная часть уезда Аньян была выделена в отдельную административную единицу — город Аньян, который был разделён на четыре района; эти места вошли в состав района №4. В 1954 году район №4 был переименован в Пригородный район (郊区). В 2003 году Пригородный район был расформирован, а на его месте был создан район Лунъань.
В 2016 году под юрисдикцию района Лунъань была передана значительная территория, до этого входившая в состав уезда Аньян.

## Административное деление
Район делится на 6 уличных комитетов, 2 посёлка и 1 волость.